# Miss Continentes Unidos 2022
Miss Continentes Unidos 2022 foi a 15ª edição do tradicional concurso de beleza feminino internacional de Miss Continentes Unidos. A final acontecerá no dia 6 de agosto no Parque Las Vegas, na cidade de Portoviejo, no Equador. Candidatos de mais de 27 países e territórios autônomos vão disputar o título. Anairis Cadavid, da Colômbia, coroou seu sucessor no final do evento.

## Antecedentes
A edição 2020 do concurso foi adiada para o ano seguinte devido à situação que o mundo inteiro atravessa devido à Pandemia de COVID-19.
O concurso será transmitido pela rede de televisão equatoriana Gama TV e por outros canais de televisão em todo o mundo.

## Resultados

### Colocações
| Posição                      | País e Candidata |
| Miss Continentes Unidos 2022 | Filipinas – Joanna Camelle Mercado                                                                                               |
| 2º. Lugar                    | Equador – Virginia Ivanova Vélez García                                                                                          |
| 3º. Lugar                    | Colômbia – Karen Julieth Ortiz Díaz                                                                                              |
| 4º. Lugar                    | Venezuela – Lismaglys Arbeláez Itriago                                                                                           |
| 5º. Lugar                    | Paraguai – Gretha Milagros Estigarribia Matiauda                                                                                 |
| 6º. Lugar                    | México – Ayram Guadalupe Ortiz Alonso                                                                                            |
| (TOP 10) Semifinalistas      | - África do Sul – Jané Bacher - Brasil – Larissa Barros - Panamá – Guadalupe Ureña Coronel - Peru – Kiara Alexandra Chahud Burga |

## Candidatas

### Oficiais
Disputaram o título 27 candidatas este ano:
| País                 | Candidata                             | I  | Origem                |
| África do Sul        | Jané Bacher                           | 23 | Limpopo               |
| Argentina            | María Elena Mateo                     | 23 | Juan Bautista Alberdi |
| Bolívia              | Mayra Fabiola Montaño Román           | 28 | Cochabamba            |
| Brasil               | Larissa Barros                        | 26 | São Paulo             |
| Canadá               | Melissa Mary Barbour                  | 26 | Toronto               |
| Chile                | Marlene Alejandra Navarro Argel       | 21 | Viña del Mar          |
| Colômbia             | Karen Julieth Ortiz Díaz              | 22 | Neiva                 |
| Costa Rica           | Diana Cerdas Cordero                  | 23 | San José              |
| Dinamarca            | Josefine Mailand Gissemann            | 26 | Esbjerg               |
| Equador              | Virginia Ivanova Vélez García         | 20 | Manabí                |
| El Salvador          | Mayori Vanessa Comayagua Guillén      | 21 | Morazán               |
| Espanha              | Cristina Lores Eliso                  | 25 | Málaga                |
| Estados Unidos       | Florence Gisselle García              | 24 | Miami                 |
| Filipinas            | Joanna Camelle Mercado                | 26 | Floridablanca         |
| França               | Lucie Burel                           | 23 | Fauville              |
| Honduras             | Cindy Larissa Matamoros Ortiz         | 22 | Pespire               |
| Índia                | Sushmita Naveen Singh                 | 21 | Tana                  |
| México               | Ayram Guadalupe Ortiz Alonso          | 26 | Sonora                |
| Nicarágua            | Deneshka Loanie Betty Lopez           | 24 | Bluefields            |
| Panamá               | Guadalupe Ureña Coronel               | 26 | Bocas del Toro        |
| Paraguai             | Gretha Milagros Estigarribia Matiauda | 22 | Assunção              |
| Peru                 | Kiara Alexandra Chahud Burga          | 21 | Iquitos               |
| Portugal             | Andreia Pinto                         | 22 | Porto                 |
| Porto Rico           | Ilannis Nicole Díaz Varela            | 18 | Arecibo               |
| República Dominicana | Zunilda Gálvez Díaz                   | 25 | São Domingos          |
| Uruguai              | Ana Yanina Lucas Rodríguez            | 23 | Punta del Este        |
| Venezuela            | Lismaglys Arbeláez Itriago            | 19 | Pariaguán             |

## Candidatos substituídos
- Argentina - Ileana Larregui Armani foi substituída por Maria Elena Mateo.
- Costa Rica - Evelyn Sibaja Alfaro fue reemplazada por Diana Cerdas.
- El Salvador - Keiry Lisbeth Alfaro foi substituída por Vanessa Comayagua.
- Filipinas - Joanna Day foi substituída por Joanna Camelle Mercado.
- Honduras - Kennia Mondragón foi substituída por Cindy Larissa Matamoros Ortíz.
- Uruguai - Lucila Leal fue reemplazada por Ana Yanina Lucas Rodríguez.
- Venezuela - Irene del Valle Galvis Manzanilla foi substituída por Lismaglys Arbeláez Itriago.